# Imagine (software)
Imagine je 3D modelovací software napsaný firmou Impulse, Inc. s funkcí sledování paprsku. Původně byl napsán pro platformu Amiga, ale následně byl portován také na DOS a Windows. Imagine byl derivátem programu TurboSilver stejného výrobce, který následně nahradil.
Jakmile se přestala firma Impulse angažovat na poli 3D grafiky, přestaly být vyvíjeny verze pro DOS a Windows, verze pro Amigu je ale nadále udržovaná a prodávaná společností CAD Technologies.
Program ukládá grafiku do vlastních souborů s příponou .iob
Program byl využit například pro vytvoření animací intra a outra v české počítačové hře Paranoia.